# Syrgenstein (Heimenkirch)
Syrgenstein (westallgäuerisch: Sirgəschdoi deənərd) ist ein Gemeindeteil der Marktgemeinde Heimenkirch im bayerisch-schwäbischen Landkreis Lindau (Bodensee).

## Geographie
Der Schlossort liegt circa 3,5 Kilometer nördlich des Hauptorts Heimenkirch und zählt zur Region Westallgäu. Nördlich der Ortschaft verläuft die Ländergrenze zu Baden-Württemberg und dem Nachbarort Eglofstal in der Gemeinde Argenbühl. Im Norden fließt auch die Obere Argen. Neben dem Schloss gehört noch ein weiteres Gebäude zum Gemeindeteil.

## Ortsname
Der Ortsname setzt sich aus dem mittelhochdeutschen Wort stein für Stein, Fels, Felsen-, Bergschloss, Feste sowie dem Personennamen Sürge oder dem Familiennamen Sürg zusammen und bedeutet somit Burg des Sürg(e).

## Geschichte
Syrgenstein wurde urkundlich erstmals im Jahr 1256 in einem Einkunftsbuch des Klosters St. Gallen erwähnt. Seit 1304 wurden die Syrgensteins als sankgallisches Dienstmannengeschlecht erwähnt. 1491 wurde die Burg durch das heutige Schloss neu erbaut. Im Jahr 1820 verkauften die Syrgensteins das Schloss. 1892 erlosch die Linie der Syrgensteins. Nach mehreren Besitzwechseln ist das Schloss seit 1912 im Besitz der Familie Waldburg-Zeil.

## Sehenswürdigkeiten
- Schloss Syrgenstein
- Irischer Friedhof, auch Englischer Friedhof: Grabanlagen irischer oder englischer Schlossangestellter unter Schlossbesitzer James Whittle aus dem 19. Jahrhundert im Wald westlich des Schlosses, heute werden einige Grabsteine im Schloss aufbewahrt[4]

Siehe auch: Liste der Baudenkmäler in Syrgenstein; Liste der Bodendenkmäler in Heimenkirch

## Persönlichkeiten
- Karl von Waldburg-Zeil (1841–1890), Offizier und Naturforscher